# International Computers Limited
Pour les articles homonymes, voir ICL.

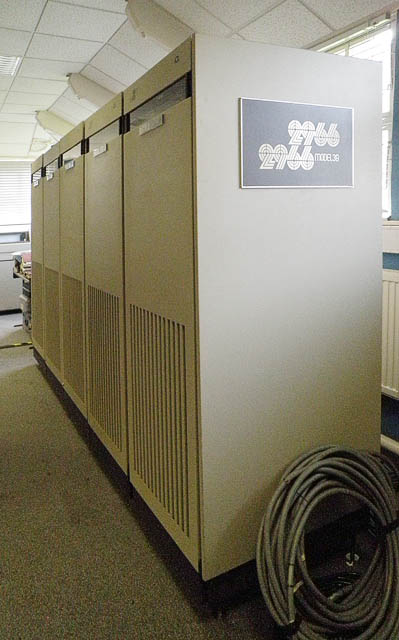
Un ordinateur ICL 2966

International Computers Limited (ICL) est une compagnie britannique de matériel informatique, de logiciel et de services, aujourd'hui disparue.

## Histoire
ICL est fondée en 1968 de la fusion de constructeurs de matériels informatique, dont International Computers and Tabulators (ICT).
C'est aussi l'année où Michel Barré, patron de la CII, prend l'initiative de rencontrer ses dirigeants et ceux de Siemens et Philips pour préparer une alliance européenne du nom d'Unidata, mais sans y parvenir, ICL déclinant.
En 1990, Fujitsu a racheté 80 % des parts d'ICL. ICL a existé sous ce nom entre 1968 et 2002, lorsqu'elle a changé de nom pour devenir « Fujitsu Services Limited ».
Dans les dernières années, ICL a essayé de se diversifier mais ses activités dépendaient essentiellement de son secteur « mainframe. »